# Conosiphon pauper
Conosiphon pauper är en tvåvingeart som först beskrevs av Becker 1907.  Conosiphon pauper ingår i släktet Conosiphon och familjen rovflugor. Inga underarter finns listade i Catalogue of Life.